# Пјана дељи Уливи (Терамо)
Пјана дељи Уливи (итал. Piana degli Ulivi) је насеље у Италији у округу Терамо, региону Абруцо.
Према процени из 2011. у насељу је живело 48 становника. Насеље се налази на надморској висини од 91 м.